# Araponga
Araponga – miasto i gmina w Brazylii, w stanie Minas Gerais. Znajduje się w mezoregionie Zona da Mata i mikroregionie Viçosa.